# ستيفن ديوتش
ستيفن ديوتش (بالإنجليزية: Stephen Deutsch)‏ هو ملحن بريطاني، ولد في 30 يونيو 1946 في بروكلين في الولايات المتحدة.

## وصلات خارجية
- ستيفن ديوتش على موقع IMDb (الإنجليزية)
- ستيفن ديوتش على موقع ميوزك برينز (الإنجليزية)
- ستيفن ديوتش على موقع قاعدة بيانات الفيلم (الإنجليزية)